# Tupandi
Tupandi là một đô thị thuộc bang Rio Grande do Sul, Brasil. Đô thị này có diện tích 59,541 km², dân số năm 2007 là 3604 người, mật độ 60,53 người/km².